# 蒂鲁卡龙格乌迪
蒂鲁卡龙格乌迪（Thirukarungudi），是印度泰米尔纳德邦Tirunelveli县的一个城镇。总人口8871（2001年）。

## 人口
该地2001年总人口8871人，其中男性4313人，女性4558人；0—6岁人口969人，其中男472人，女497人；识字率72.19%，其中男性为78.32%，女性为66.39%。